# Man får vara glad att man inte är död
Man får vara glad att man inte är död är det fjärde studioalbumet av den svenske trubaduren Lars Demian, utgivet 1994 på Alpha Records. Det producerades av Max Lorentz och uppnådde som högst plats 22 på den svenska albumlistan. Bland gästartister på albumet märks Regina Lund och Kalle Moraeus. Två av låtarna–"Serenad kl 04:15" och "God natt"–är skrivna tillsammans med Ika Nord.

## Låtlista
Alla låtar är skrivna av Lars Demian om inget annat anges.
1. "Man får vara glad att man inte är död" – 3:57
2. "Serenad kl 04:15" (Demian, Ika Nord) – 4:08
3. "Pengar" – 5:33
4. "Gammeldansk" – 3:56
5. "Skallen full av brännvin" – 3:33
6. "Fyllot & Miss World" – 5:05
7. "Till den fria kärleken" – 3:56
8. "Drömmaren" – 4:26
9. "Den tragiska historien om tomten, näcken och den svarta madame" – 6:28
10. "God natt" (Demian, Nord) – 5:07
11. "För sent" – 2:51

## Listplaceringar
| Lista (1994)        | Högsta placering |
| ------------------- | ---------------- |
| Svenska albumlistan | 22               |

## Medverkande
- Mikael Anderfjärd – trombon
- Michael Blair – trummor, slagverk
- Backa Hans Eriksson – bas
- Christer Jansson – trummor, slagverk
- Leif Lindwall – trumpet
- Max Lorentz – stråkar, keyboard, producent
- Regina Lund – röst
- Kalle Moraeus – fiol
- Johan Norberg – stråkar
- Parkorkestern – stråkar
- Dave Wilczewski – tenorsaxofon

Källa